# Býčí skála-barlang

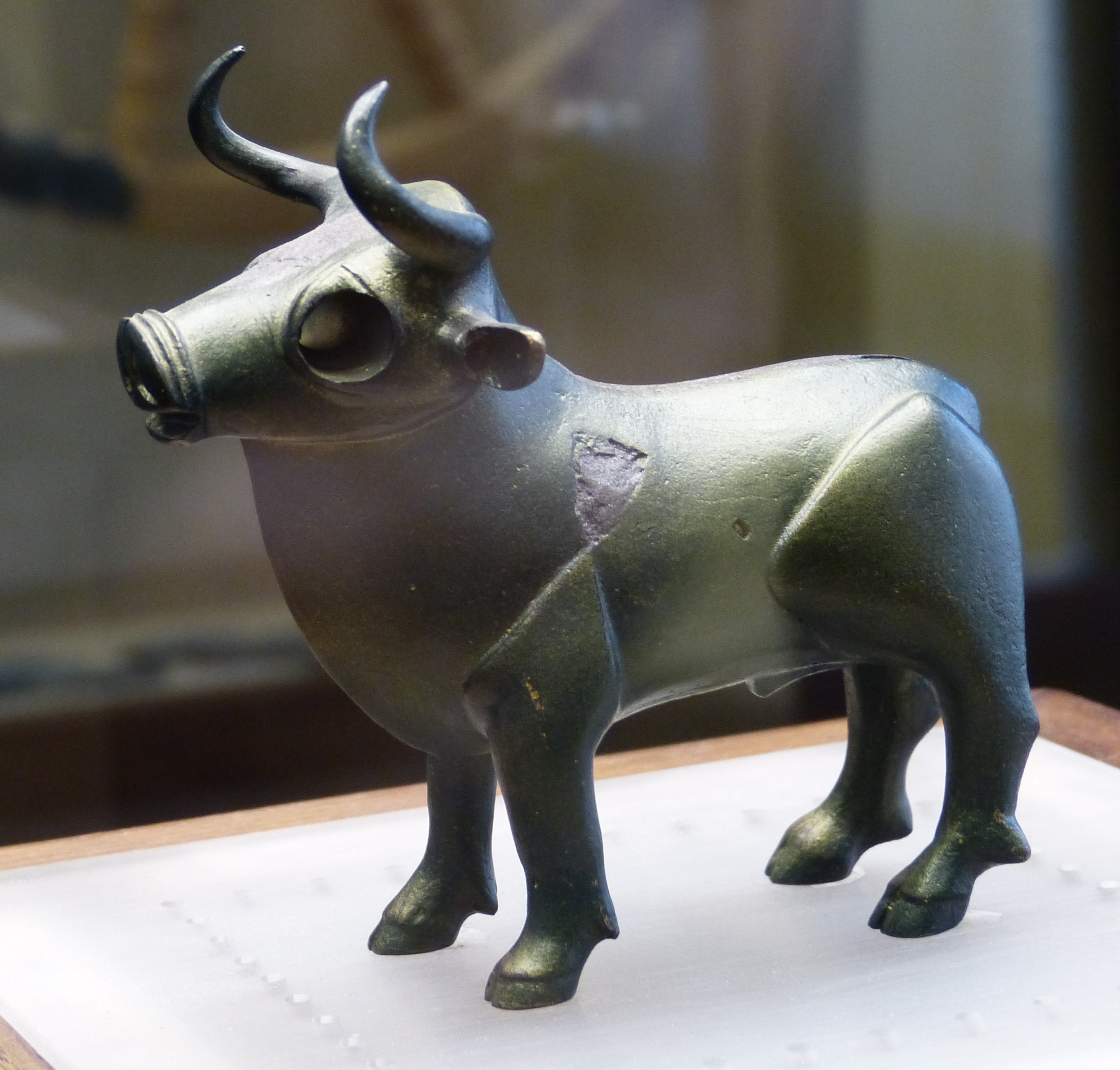
Bika szobor a Býčí skála barlangból, Bécsi Természettudományi Múzeum

A Býčí skála-barlang a Morva-karszt védett övezetének középső részén fekszik, északra Brünn városától, Adamov és Křtiny között. 13 kilométeres hosszával a második leghosszabb csehországi barlang és nemzetközi szinten ismert, híres régészeti lelőhely. 1869 után Jindřich Wankel végzett itt ásatásokat. A munka folytatására a szórványként előkerült, egyedülálló bronz bikaszobrocska ösztönözte. Főként a paleolitikum, a hallstatti kultúra és a bronzkor időszakából kerültek elő leletek. Páratlan leletegyüttesnek számítanak a hallstatti koriak (vas és bronz szerszámok, ékszerek, széttört kerámia, kovácsműhely, kerékvasalások, koponyából készült korsó, emberi, állati és növényi maradványok), melyek a barlang kultikus rendeltetését támaszthatnák alá, újabban azonban egy katasztrofális eseményt (robbanást) valószínűsítenek. A hallstatti kori leletek a nyugati és keleti kört egyaránt képviselik, illetve etruszk és északi importok is előkerültek. A távolsági kereskedelem eredménye lehet a bronz bikaszobrocska (Kis-Ázsia) és bronzsisak (Görögország) is. A cserepek a horákovi kultúra kerámiaanyagából származnak. Az egész leletegyüttest a találói 1883-ban eladták Bécsbe.

## Külső hivatkozások
- archeolog.cz
- byciskala.cz
- turistika.cz